# Андреа Боаттіні
Андреа Боаттіні (нар.16 вересня 1969) — італійський астроном і відкривач комет і астероїдів.

## Кар'єра
Андреа Боаттіні закінчив Болонський університет у 1996 році із дисертацією про навколоземні об'єкти (НЗО). Він бере участь у різних проєктах, пов'язаних із програмами спостереження та пошуку НЗО, з особливим інтересом до класу НЗО, відомого як група Атона.
Він працює в Місячно-планетарній лабораторії Університету Аризони. Також працював у Consiglio Nazionale delle Ricerche (CNR, Національна дослідницька рада Італії) та Астрономічній обсерваторії в Римі. Він працював у Каталінському огляді з 2007 по 2014 рік у Тусоні, штат Аризона (США). Він відкрив активні комети C/2007 W1 (Боаттіні), C/2008 J1 (Боаттіні), C/2008 S3 (Боаттіні), C/2009 P2 (Боаттіні), C/2009 W2 (Боаттіні), C/2010 F1 (Боаттіні), C/2010 G1 (Боаттіні), а також найвіддаленіше відкриття активної комети C/2010 U3 (Боаттіні). Він також випадково знайшов 206P/Барнарда — Боаттіні з Маунт-Леммон.

## Відзнаки
На його честь названо астероїд 8925 Боаттіні. Офіційна цитата про найменування була опублікована Центром малих планет (ЦМП) 2 лютого 1999 року (ЦМП 33793).

## Відкриття
Андреа Боаттіні відкрив сотні малих планет між 1977 і 2006 роками.
Мала планета (48381) 1977 SU3, відкрита в обсерваторії Сайдінг-Спрінг 17 вересня 1977 року, приписується ЦМП Андреа Боаттіні та його старшому співвідкривачу Джузеппе Форті (1939 р. н.).
Однак Боаттіні не був співавтором відкриття цього астероїда на наступний день після свого 8-го дня народження в 1977 році, а скоріше відновив тіло з оригінальних спостережень, позначених як MPS 18832, які були опубліковані ЦМП 13 жовтня 2000 р. Він назвав астероїди 12848 Аґостіно і 14973 Россірозіна на честь свого батька Агостіно (нар. 1932 р.) і матері, Розіни Россі Боаттіні (нар. 1934 р.).
| Ім'я                | Дата відкриття         |
| ------------------- | ---------------------- |
| 6876 Беппефорті     | 5 вересня 1994 року    |
| 7141 Беттаріні      | 12 березня 1994 року   |
| 7196 Бароні         | 16 січня 1994 року     |
| 7197 Pieroangela    | 16 січня 1994 року     |
| 7198 Монтелупо      | 16 січня 1994 року     |
| 7437 Торрічеллі     | 12 березня 1994 року   |
| 7481 Сан-Марчелло   | 11 серпня 1994 року    |
| 7499 Л'Аквіла       | 24 липня 1996 року     |
| 7599 Мунарі         | 3 серпня 1994 року     |
| 7787 Анналаура      | 23 листопада 1994 року |
| 7801 Ґоретті        | 12 квітня 1996 року    |
| 7957 Антонелла      | 17 січня 1994 року     |
| 8558 Гак            | 1 серпня 1995 року     |
| 9670 Магні          | 10 липня 1997 року     |
| 9904 Мауратомбеллі  | 29 липня 1997 року     |
| 10149 Каваня        | 3 серпня 1994 року     |
| 10219 Пенко         | 25 жовтня 1997 року    |
| 10371 Ґіґлі         | 27 лютого 1995 року    |
| 10584 Ферріні       | 14 квітня 1996 року    |
| (10589) 1996 OM 2   | 23 липня 1996 року     |
| (10590) 1996 OP 2   | 24 липня 1996 року     |
| 10642 Шармен        | 19 січня 1999 року     |
| 11595 Монсуммано    | 23 травня 1995 року    |
| 11605 Ранфаґні      | 19 жовтня 1995 року    |
| 11620 Сусанагордон  | 23 липня 1996 року     |
| 11622 Самуеле       | 9 вересня 1996 року    |
| 11667 Теста         | 19 жовтня 1997 року    |
| 12399 Бартоліні     | 19 липня 1995 року     |
| 12848 Аґостіно      | 10 липня 1997 року     |
| 12928 Ніколапоціо   | 30 вересня 1999 року   |
| 13150 Паолотезі     | 23 березня 1995 року   |
| 13250 Данієладукато | 19 липня 1998 року     |
| 13798 Сеччіні       | 15 листопада 1998 року |
| 14186 Вірджіліофос  | 7 грудня 1998 року     |
| 14568 Занотта       | 19 липня 1998 року     |
| 14919 Робертохавер  | 6 серпня 1994 року     |
| 14973 Россірозіна   | 1 вересня 1997 року    |
| 15041 Паперетті     | 8 грудня 1998 року     |
| (15098) 2000 AY 2   | 1 січня 2000 року      |
| 15460 Манка         | 25 грудня 1998 року    |
| (15478) 1999 CZ 2   | 7 лютого 1999 року     |
| 15817 Лучанотесі    | 28 серпня 1994 року    |
| 16154 Дабрамо       | 1 січня 2000 року      |
| 16672 Бедіна        | 17 січня 1994 року     |
| 16797 Вілкерсон     | 7 лютого 1997 року     |
| 16879 Кампаї        | 24 січня 1998 року     |
| 17056 Бошетті       | 6 квітня 1999 року     |
| 17077 Пампалоні     | 25 квітня 1999 року    |
| 18431 Стаццема      | 16 січня 1994 року     |
| 18441 Cittadivinci  | 5 серпня 1994 року     |

| Ім'я                 | Дата відкриття         |
| -------------------- | ---------------------- |
| 18583 Франческопані  | 7 грудня 1997 року     |
| 18631 Маурогерардіні | 27 лютого 1998 року    |
| 19224 Оросей         | 15 вересня 1993 року   |
| 19528 Деллоро        | 4 квітня 1999 року     |
| 21269 Бечіні         | 6 червня 1996 року     |
| (21291) 1996 VG 6    | 12 листопада 1996 року |
| (21337) 1997 р. БН 9 | 17 січня 1997 року     |
| 22451 Тимотикуни     | 13 листопада 1996 року |
| (22752) 1998 VS 34   | 15 листопада 1998 року |
| (23589) 1995 UR 6    | 23 жовтня 1995 року    |
| 24818 Менікеллі      | 23 листопада 1994 року |
| 24969 Лукафіні       | 13 лютого 1998 року    |
| 25301 Амброфоґар     | 7 грудня 1998 року     |
| 25602 Укаронія       | 2 січня 2000 року      |
| 26177 Фабіодолфі     | 12 квітня 1996 року    |
| 26356 Авентіні       | 26 грудня 1998 року    |
| (26497) 2000 CS 1    | 3 лютого 2000 року     |
| 26498 Дінотіна       | 4 лютого 2000 року     |
| (26499) 2000 CX 1    | 4 лютого 2000 року     |
| (26914) 1996 KC 1    | 20 травня 1996 року    |
| 26954 Скадіанг       | 25 червня 1997 року    |
| 27130 Діпаола        | 8 грудня 1998 року     |
| (27269) 2000 АВ 3    | 3 січня 2000 року      |
| (27364) 2000 EJ 14   | 3 березня 2000 року    |
| 27977 Дістратіс      | 25 жовтня 1997 року    |
| 27983 Бернарді       | 26 жовтня 1997 року    |
| 28007 Галхасін       | 7 грудня 1997 року     |
| 29353 Мануал         | 19 липня 1995 року     |
| (29549) 1998 BB 44   | 25 січня 1998 року     |
| 29672 Залп           | 12 грудня 1998 року    |
| 29705 Cialucy        | 26 грудня 1998 року    |
| 29706 Симонетта      | 25 грудня 1998 року    |
| 29869 К'ярабарбара   | 4 квітня 1999 року     |
| (30585) 2001 PE 14   | 14 серпня 2001         |
| 31414 Ротарисуса     | 14 січня 1999 року     |
| 31458 Дельроссо      | 15 лютого 1999 року    |
| 31605 Браскі         | 10 квітня 1999 року    |
| 32938 Іванопаці      | 15 жовтня 1995 року    |
| (33031) 1997 RX      | 1 вересня 1997 року    |
| (33054) 1997 УУ 14   | 26 жовтня 1997 року    |
| 33532 Габрієлаколі   | 18 квітня 1999 року    |
| 33823 Маріорігутті   | 3 лютого 2000 року     |
| 34696 Різольді       | 21 липня 2001          |
| 34716 Гуццо          | 14 серпня 2001         |
| 34717 Мірковіллі     | 14 серпня 2001         |
| 34718 Кантагаллі     | 14 серпня 2001         |
| 35461 Мацукато       | 26 лютого 1998 року    |
| 36446 Cinodapistoia  | 22 серпня 2000 р       |
| (37313) 2001 QC      | 16 серпня 2001         |
| 38020 Ханнадам       | 17 червня 1998 року    |

| Ім'я                | Дата відкриття         |
| ------------------- | ---------------------- |
| 39678 Аманніто      | 12 червня 1996 року    |
| 39849 Джампієрі     | 13 лютого 1998 року    |
| 43193 Secinaro      | 1 січня 2000 року      |
| 43882 Маурівіколі   | 7 березня 1995 року    |
| (44715) 1999 ТЗ 5   | 2 жовтня 1999 року     |
| 46644 Лагія         | 19 липня 1995 року     |
| (46673) 1996 OL 2   | 23 липня 1996 року     |
| 46720 Pierostroppa  | 13 серпня 1997 року    |
| (46815) 1998 MG 3   | 21 червня 1998 року    |
| (47473) 2000 AU 2   | 1 січня 2000 року      |
| (48381) 1977 SU 3   | 17 вересня 1977 р      |
| (49340) 1998 РГ     | 16 листопада 1998 року |
| (50275) 2000 у.о. 1 | 4 лютого 2000 року     |
| (51874) 2001 ПЗ 28  | 15 серпня 2001         |
| (52426) 1994 ПФ     | 5 серпня 1994 року     |
| 54967 Мілуччі       | 15 серпня 2001         |
| (54983) 2001 QE     | 16 серпня 2001         |
| 55196 Марчіні       | 11 вересня 2001 р      |
| (55828) 1995 ООН 6  | 16 жовтня 1995 року    |
| (56073) 1998 р. 10  | 26 грудня 1998 року    |
| (56361) 2000 CW 1   | 4 лютого 2000 року     |
| (57076) 2001 OY 16  | 22 липня 2001          |
| 57140 Гадді         | 15 серпня 2001         |
| (59114) 1998 XQ 2   | 7 грудня 1998 року     |
| (59240) 1999 CY 2   | 7 лютого 1999 року     |
| (59384) 1999 FH 10  | 22 березня 1999 року   |
| 59417 Джокасіллі    | 5 квітня 1999 року     |
| (59421) 1999 р.в.3  | 5 квітня 1999 року     |
| 60406 Альбертосучі  | 3 лютого 2000 року     |
| 65001 Теодореску    | 9 січня 2002           |
| (65845) 1997 АК 22  | 14 січня 1997 року     |
| (66000) 1998 OE 1   | 20 липня 1998 року     |
| (66250) 1999 ГЗ     | 4 квітня 1999 року     |
| 67070 Рінальді      | 1 січня 2000 року      |
| (69585) 1998 DN 35  | 27 лютого 1998 року    |
| (72841) 2001 HC 32  | 27 квітня 2001 року    |
| 73885 Kalaymoodley  | 1 березня 1997 року    |
| (75238) 1999 WC 9   | 29 листопада 1999 року |
| (75783) 2000 AZ 204 | 10 січня 2000 року     |
| (77464) 2001 HV 16  | 22 квітня 2001 року    |
| 78123 Дімаре        | 10 липня 2002          |
| (79523) 1998 OC 1   | 20 липня 1998 року     |
| (79810) 1998 ВЛ 33  | 15 листопада 1998 року |
| 80008 Danielarhodes | 4 квітня 1999 року     |
| (82454) 2001 OT 12  | 21 липня 2001          |
| (82657) 2001 PA 14  | 14 серпня 2001         |
| 82927 Ферруччі      | 25 серпня 2001         |
| (85819) 1998 XF 9   | 12 грудня 1998 року    |
| (86376) 2000 AX 4   | 2 січня 2000 року      |
| (88371) 2001 PF 15  | 14 серпня 2001         |

| Ім'я                    | Дата відкриття        |
| ----------------------- | --------------------- |
| (89734) 2002 рік гіджри | 4 січня 2002          |
| 89735 Томмей            | 4 січня 2002          |
| 91214 Діклементе        | 23 грудня 1998 року   |
| 96217 Гронці            | 14 вересня 1993 року  |
| (99388) 2002 АЛ         | 4 січня 2002          |
| (100514) 1997 АВ 24     | 15 січня 1997 року    |
| (100515) 1997 AM 24     | 15 січня 1997 року    |
| (100726) 1998 BY 43     | 25 січня 1998 року    |
| (100730) 1998 CE 2      | 13 лютого 1998 року   |
| (101493) 1998 XB 3      | 7 грудня 1998 року    |
| (101534) 1998 р. 10     | 25 грудня 1998 року   |
| (103248) 2000 AZ 4      | 2 січня 2000 року     |
| (103249) 2000 AA 5      | 3 січня 2000 року     |
| (108950) 2001 PS 28     | 14 серпня 2001        |
| (108952) 2001 PD 29     | 15 серпня 2001        |
| (109658) 2001 RZ 10     | 11 вересня 2001 р     |
| 117539 Челетті          | 17 лютого 2005 р      |
| 120040 Пальяріні        | 24 січня 2003         |
| (121017) 1999 BG 4      | 19 січня 1999 року    |
| (121546) 1999 ВУ 11     | 5 листопада 1999 року |
| (121770) 2000 AV 2      | 1 січня 2000 року     |
| (126161) 2002 АК        | 4 січня 2002          |
| (137117) 1999 БК 4      | 19 січня 1999 року    |
| (139414) 2001 АБО 16    | 20 липня 2001 р       |
| (143398) 2003 BE 34     | 25 січня 2003         |
| (145966) 1999 р. 16     | 30 грудня 1999 року   |
| (146017) 2000 CX 120    | 5 лютого 2000 року    |
| 147693 Пічоні           | 11 лютого 2005 р      |
| (148525) 2001 QG        | 16 серпня 2001        |
| (150238) 1998 YG 9      | 23 грудня 1998 року   |
| (150712) 2001 QD        | 16 серпня 2001        |
| (153321) 2001 OW 16     | 21 липня 2001         |
| (153468) 2001 RO 16     | 12 вересня 2001 р     |
| 154991 Vinciguerra      | 17 січня 2005 року    |
| (155923) 2001 р. ПБ 14  | 14 серпня 2001        |
| (155997) 2001 РП 16     | 12 вересня 2001 р     |
| (156785) 2003 BH 3      | 24 січня 2003         |
| 158623 Пералі           | 24 січня 2003         |
| (165694) 2001 PQ 28     | 14 серпня 2001        |
| 167852 Матурана         | 17 лютого 2005 р      |
| (173230) 1998 XM        | 6 грудня 1998 року    |
| (175771) 1998 XO 2      | 7 грудня 1998 року    |
| 177659 Паоласель        | 9 лютого 2005 р       |
| (180046) 2003 BB 5      | 24 січня 2003         |
| (180796) 2005 CB 69     | 14 лютого 2005 року   |
| (181312) 2006 QV 39     | 24 серпня 2006 р      |
| (181722) 1995 КУ        | 1 лютого 1995 року    |
| (181734) 1995 UQ 6      | 23 жовтня 1995 року   |
| (183445) 2003 BE 3      | 24 січня 2003         |
| (184290) 2005 CV 61     | 9 лютого 2005 р       |

| Ім'я                   | Дата відкриття      |
| ---------------------- | ------------------- |
| (185990) 2001 OS 12    | 21 липня 2001       |
| (189087) 2001 ПЕ 15    | 13 серпня 2001      |
| (190730) 2001 PY 13    | 13 серпня 2001      |
| (192573) 1998 XL       | 6 грудня 1998 року  |
| (192927) 2000 AH 6     | 3 січня 2000 року   |
| (194837) 2002 AJ       | 4 січня 2002        |
| (202295) 2005 CL 40    | 9 лютого 2005 р     |
| (202308) 2005 DN 3     | 18 лютого 2005 р    |
| (208135) 2000 EF 15    | 2 березня 2000 року |
| 214180 Мабальоні       | 9 лютого 2005 р     |
| (223194) 2003 ВР 4     | 24 січня 2003       |
| (241611) 1999 ДО 10    | 8 жовтня 1999 року  |
| (242147) 2003 BH 84    | 25 січня 2003       |
| (242538) 2005 BW 48    | 17 січня 2005 року  |
| (245280) 2005 БК 48    | 17 січня 2005 року  |
| (246893) 1997 OB 1     | 29 липня 1997 року  |
| (247208) 2001 р. ПН 28 | 13 серпня 2001      |
| (253276) 2003 BO 3     | 23 січня 2003       |
| (253277) 2003 BL 4     | 25 січня 2003       |
| (254465) 2005 CC 69    | 9 лютого 2005 р     |
| (254467) 2005 DJ 2     | 16 лютого 2005 р    |
| (257513) 1997 AJ 24    | 15 січня 1997 року  |
| (269632) 2011 АК 34    | 24 жовтня 2005      |
| (273915) 2007 HG 73    | 24 жовтня 2005      |
| (275299) 2010 OH 111   | 31 жовтня 2005 р    |
| (277038) 2005 CK 39    | 9 лютого 2005 р     |
| (277046) 2005 DO 3     | 16 лютого 2005 р    |
| (279497) 2011 АК 23    | 24 жовтня 2005      |
| (279525) 2011 БМ 33    | 24 жовтня 2005      |
| (287483) 2003 BS 5     | 24 січня 2003       |
| (289396) 2005 CB 41    | 9 лютого 2005 р     |
| (289417) 2005 Д.Ф      | 17 лютого 2005 р    |
| (289418) 2005 ДП 3     | 17 лютого 2005 р    |
| (297314) 1998 XV 2     | 7 грудня 1998 року  |
| (299072) 2005 DF 3     | 17 лютого 2005 р    |
| (303470) 2005 CZ 61    | 13 лютого 2005 р    |
| (306240) 2011 QV 68    | 9 лютого 2005 р     |
| (310342) 2011 UW 206   | 30 вересня 2005 р   |
| (312726) 2010 RW 105   | 23 січня 2003       |
| (313549) 2003 БД 3     | 24 січня 2003       |
| (313550) 2003 БТ 3     | 23 січня 2003       |
| (317000) 2001 PY 28    | 13 серпня 2001      |
| (317387) 2002 ОГ 36    | 2 грудня 2005 року  |
| (323126) 2003 БО 4     | 24 січня 2003       |
| (324244) 2006 BJ 162   | 7 жовтня 2005 р     |
| (326087) 2011 БМ 60    | 3 грудня 2005 року  |
| (329016) 2011 АТ 2     | 24 жовтня 2005      |
| (329086) 2011 BQ 53    | 24 жовтня 2005      |
| (330117) 2005 XC 107   | 3 грудня 2005 року  |
| (331287) 2011 DC 30    | 3 грудня 2005 року  |

| Ім'я                   | Дата відкриття      |
| ---------------------- | ------------------- |
| (332196) 2006 DX 78    | 31 жовтня 2005 р    |
| (332938) 2011 CK 90    | 24 жовтня 2005      |
| (332993) 2011 ГК 9     | 24 жовтня 2005      |
| (333028) 2011 SL 29    | 3 грудня 2005 року  |
| (333069) 2011 США 46   | 7 жовтня 2005 р     |
| (333821) 2012 HJ 49    | 24 жовтня 2005      |
| (334068) 2001 р. п. 28 | 13 серпня 2001      |
| (334680) 2003 БФ 3     | 24 січня 2003       |
| (336987) 2011 КР 47    | 7 жовтня 2005 р     |
| (337429) 2001 р.в.16   | 10 вересня 2001 р   |
| (338401) 2003 БЗ 4     | 24 січня 2003       |
| (342356) 2008 ТБ 178   | 24 жовтня 2005      |
| (343404) 2010 КК 172   | 24 жовтня 2005      |
| (347276) 2011 ЛФ 3     | 3 грудня 2005 року  |
| (347280) 2011 LR 6     | 7 листопада 2005    |
| (348678) 2006 BB 74    | 7 жовтня 2005 р     |
| (348689) 2006 БД 103   | 24 жовтня 2005      |
| (350212) 2012 РД 25    | 24 жовтня 2005      |
| (352701) 2008 SE 137   | 3 грудня 2005 року  |
| (354607) 2005 CT 40    | 9 лютого 2005 р     |
| (354947) 2006 EU 56    | 7 жовтня 2005 р     |
| (356789) 2011 UL 313   | 16 лютого 2005 р    |
| (361128) 2006 р. 21    | 3 грудня 2005 року  |
| (362475) 2010 SA 18    | 16 лютого 2005 р    |
| (365850) 2011 UY 104   | 24 жовтня 2005      |
| (365948) 2012 АВ 22    | 14 лютого 2005 року |
| (366494) 2002 NL 79    | 7 листопада 2005    |
| (368061) 2012 HZ 63    | 24 жовтня 2005      |
| (369864) 2012 КК 17    | 24 жовтня 2005      |
| (370849) 2005 CK 40    | 9 лютого 2005 р     |
| (374535) 2006 AL 104   | 24 жовтня 2005      |
| (376312) 2011 ГВ 28    | 24 жовтня 2005      |
| (376572) 2013 ПБ 14    | 7 листопада 2005    |
| (380416) 2003 BT 4     | 24 січня 2003       |
| (380657) 2005 DN 1     | 17 лютого 2005 р    |
| (382216) 2012 PO 38    | 24 жовтня 2005      |
| (382262) 2012 ТК 114   | 18 січня 2005 року  |
| 400193 Кастіон         | 14 грудня 2006      |
| (402221) 2005 CF 39    | 9 лютого 2005 р     |
| (405190) 2003 БК 4     | 25 січня 2003       |
| (405191) 2003 BE 5     | 24 січня 2003       |
| (405514) 2005 CR 40    | 9 лютого 2005 р     |
| (409383) 2005 DQ 1     | 17 лютого 2005 р    |
| (427568) 2003 BG 4     | 23 січня 2003       |
| (455672) 2005 DE       | 18 лютого 2005 р    |
| (455673) 2005 DG 1     | 17 лютого 2005 р    |
| (487190) 2014 ПО 341   | 17 лютого 2005 р    |
| (497008) 2003 BG 3     | 24 січня 2003       |
| (541671) 2011 UY 335   | 20 вересня 2003 р   |
| (542398) 2013 CY 94    | 17 лютого 2005 р    |

| Ім'я                  | Дата відкриття   |
| --------------------- | ---------------- |
| (543635) 2014 ОВ 144  | 17 лютого 2005 р |
| (543931) 2014 QS 327  | 16 лютого 2005 р |
| (544424) 2014 220 грн | 25 серпня 2005 р |
| (544468) 2014 ВУ 23   | 25 серпня 2005 р |
| (545773) 2011 ООН 32  | 29 серпня 2005   |
| (545989) 2011 VW 21   | 25 серпня 2005 р |